# Alekszej Oszipovics Ivanovszkij
Alekszej Oszipovics Ivanovszkij (Алексей Осипович Ивановский; 1863–1903) orosz sinológus.

## Élete és munkássága
Ivanovszkij tudományos karrierje a Szentpétervári Egyetem keleti nyelvek fakultásán 1887-ben szerzett diplomát. Diplomamunkájában a Délnyugat-Kínában nem kínai etnikumokat vizsgálta. Ezt követően két évig tanársegédként kínai irodalmat oktatott. Doktori disszertációját 1889-ben védte meg, amelyben eredeti témáját tovább szűkítve már csak a Jünnan tartományban élő nemzetiségekről értekezett. Még ebben az évben Kínába utazott, és két évig ott és Mandzsúriában tartózkodott. Tudományos cikkei nem csak orosz folyóiratokban jelentek meg, hanem például a belga Museonban is. Érdeklődése széles körű volt, amelyben éppen úgy helyet kaptak a mandzsu, tibeti nyelvészeti tanulmányok, mint a buddhista művészet területét érintő témák. Jelentősebb életmű, nagyobb szabású tudományos munka létrehozása nélkül korán, mindössze 40 éves korában, 1903-ban hunyt el.

## Fordítás
- Ez a szócikk részben vagy egészben  a(z)   Ивановский, Алексей Осипович című orosz Wikipédia-szócikk ezen változatának fordításán alapul.  Az eredeti cikk szerkesztőit annak laptörténete sorolja fel. Ez a jelzés csupán a megfogalmazás eredetét és a szerzői jogokat jelzi, nem szolgál a cikkben szereplő információk forrásmegjelöléseként.